# Серена, Альдо
А́льдо Сере́на (итал. Aldo Serena; род. 25 июня 1960 года, Монтебеллуна, Италия) — итальянский футболист, игрок национальной сборной, за которую дебютировал 8 декабря 1984 года в матче с Польшей, а всего провёл 24 матча и забил 5 голов. Лучший бомбардир чемпионата Италии 1989. Участник двух чемпионатов мира и Олимпиады 1984.

## Биография
На мировом первенстве 1990 года Серена не реализовал пенальти в послематчевой серии с Аргентиной, однако после игры заявил, что не хотел пробивать пенальти. Но из-за того, что желающих не было, главный тренер команды, Адзельо Вичини, настоял на пробитии Сереной 11-метрового. На том же первенстве Серена, 25 июня, в свой день рождения, забил гол в ворота Уругвая.
Серена, сын дубильщика кожи и бывшего футболиста, начал спортивную карьеру как баскетболист, но из-за невысокого роста, Альдо был вынужден «переключиться» на футбол. За свою клубную карьеру Серена выступал в составе множества команд, среди которых два ведущих клуба Турина и Милана. Серена стал первым футболистом, участвовавшим в двух дерби этих городов в составах обеих команд, позже это достижение повторил Кристиан Вьери. Также Серена входит в список 5 футболистов, которые выигрывали чемпионат Италии с 3 различными клубами.
После завершения карьеры игрока, Серена озвучивал комментарии для компьютерной игры PC Fútbol. И работал комментатором на канале Mediaset.

## Достижения
Командные
 Интернационале
- Чемпион Италии: 1989
- Обладатель Кубка Италии: 1982
- Обладатель Суперкубка Италии: 1989

 Ювентус
- Чемпион Италии: 1986

 Милан
- Чемпион Италии: 1992, 1993

Личные
- Лучший бомбардир чемпионата Италии: 1989 (22 гола)

## Награды
- Кавалер ордена «За заслуги перед Итальянской Республикой»: 30 сентября 1991 года